# Untersteinach
Untersteinach è un comune tedesco di 1 921 abitanti, situato nel land della Baviera.

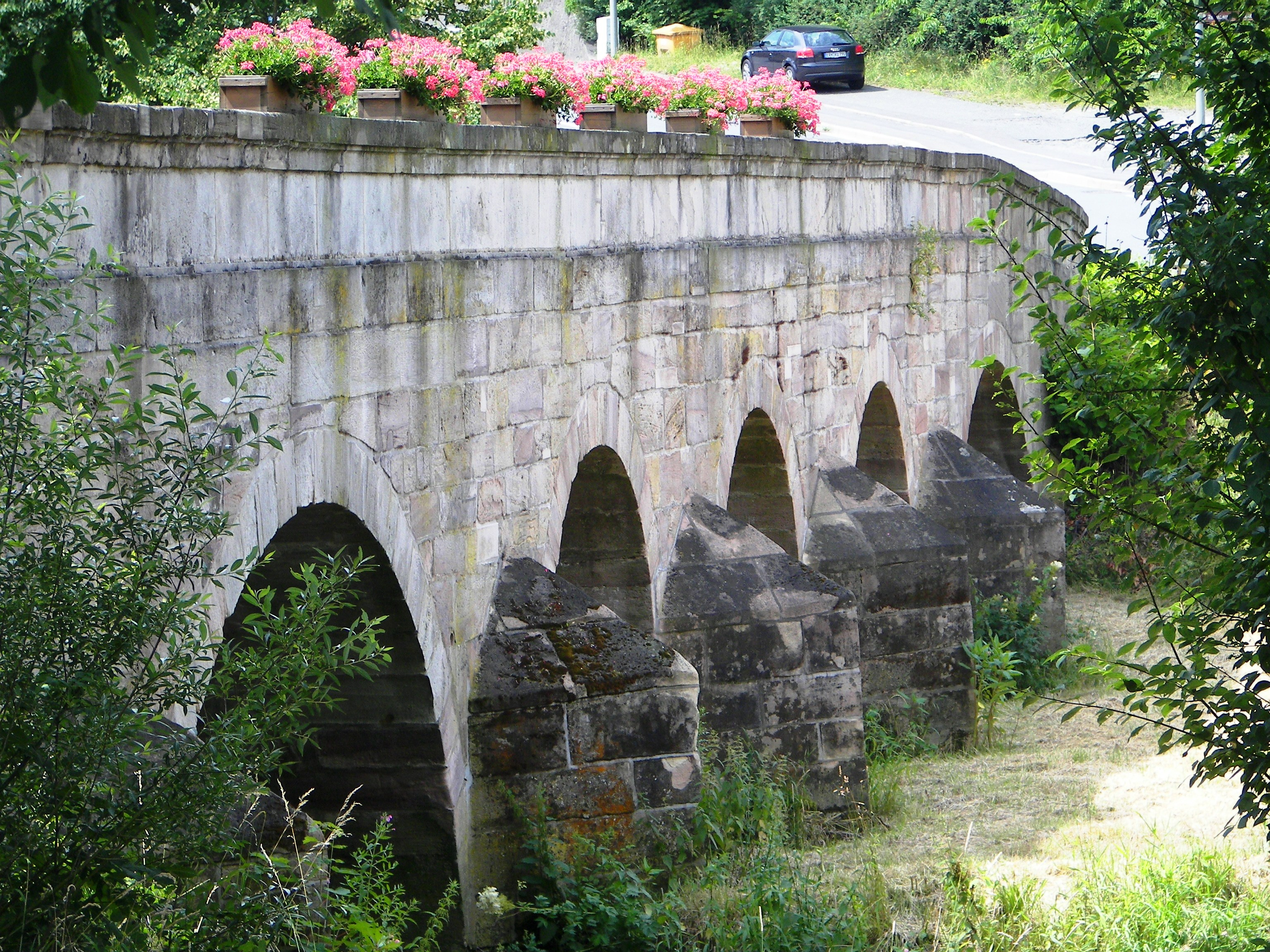
Vecchio ponte di pietra sul fiume Untersteinach